# Louis Flandin
Pour les articles homonymes, voir Flandin.
Louis Hugues Flandin est un homme politique français né le 6 mai 1804 à Paris et décédé le 3 octobre 1877 à Paris.

## Biographie
Avocat au barreau de Paris en 1827, il participe aux journées de juillet 1830. En 1848, il est nommé avocat général près la cour d'appel de Paris par le gouvernement provisoire. Il est député de Seine-et-Oise de 1848 à 1851, siégeant avec les partisans du général Cavaignac, puis à droite. Il est conseiller d'État de 1852 à 1874.

## Sources
- « Louis Flandin », dans Adolphe Robert et Gaston Cougny, Dictionnaire des parlementaires français, Edgar Bourloton, 1889-1891 [détail de l’édition]